# Tanggula jernbanestation
Tanggula jernbanestation (唐古拉站 = táng gǔ lā zhàn) er en jernbanestation, som ligger i Amdo amt, Tibets selvstyrende region, Kina. Stationen har tre spor og to gange to perroner. 
33°0′18.36″N 91°38′57.62″Ø / 33.0051000°N 91.6493389°Ø

## Introduction
Denne ubemandede station på Qingzangbanen blev taget i brug den 1. juli 2006. Stationen ligger i 5.068 meters højde. Dermed overgår den Ticlio (Peru) i 4.829 m højde, Cóndor station i 4.786 m højde på Rio Mulatos-Potosí linjen i Bolivia og La Galera station i 4.781 m højde i Peru, og det gør den til den højest beliggende jernbanestation i verden. Den ligger desuden mindre end 1 km fra det højeste punkt på hele banelinjen, som befinder sig i 5.072 m højde. Perronerne er 1,25 km lange og dækker 77.002 m².

## Turisme
Stationens placering blev valgt på grund af udsigten fra perronerne. Fra 2008 har Tangula Railtours, der er et joint venture selskab, bestående af RailPartners og Qinghai Tibet Rail Corp., gennemført en turistforbindelse med tre specialbyggede luksustog fra Beijing til Lhasa gennem passet.

## Køreplan
Endnu i 2009 var der ikke nogen persontrafik på stationen. Passagertogene standser på stationen, men dørene bliver ikke åbnet.